# Atrypanius
Atrypanius is een kevergeslacht uit de familie van de boktorren (Cerambycidae). De wetenschappelijke naam van het geslacht werd voor het eerst geldig gepubliceerd in 1864 door Bates.

## Soorten
Atrypanius omvat de volgende soorten:
- Atrypanius albocinctus Melzer, 1930
- Atrypanius ambiguus Melzer, 1930
- Atrypanius conspersus (Germar, 1824)
- Atrypanius cretiger (White, 1855)
- Atrypanius implexus (Erichson, 1847)
- Atrypanius irrorellus Bates, 1885
- Atrypanius punctatellus (Bates, 1872)
- Atrypanius remissus (Erichson, 1847)
- Atrypanius scitulus (Germar, 1824)
- Atrypanius spermophagus (Fisher, 1918)